# Parco nazionale dei Monti Rodopi
Il Parco nazionale dei Monti Rodopi (in lingua greca: Εθνικό Πάρκο Οροσειράς Ροδόπης, traslitterato Ethinkò Parko Oroseiràs Rodòpis) è un parco nazionale situato lungo il massiccio centrale-occidentale della catena montuosa dei Monti Rodopi, in Grecia. Il suo confine è definito dalle pendici nord-orientali del Monte Falakro e prosegue seguendo la riva settentrionale del fiume Nestos, al confine con la Bulgaria e la zona montuosa di Xanthi.
Il Parco Nazionale è stato istituito nel 2009 a tutela della ricca fauna e flora protetta dalla direttiva Habitat. La sede dell'ente di gestione del parco nazionale ha sede nel villaggio di Mesochori nella municipalità di Paranesti nell'unità periferica di Drama.

## Territorio
Il parco nazionale include la zona centrale e occidentale della catena montuosa dei Monti Rodopi, i quali costituiscono un confine naturale tra la Grecia e la Bulgaria e si estendono per circa 19.000 km² tra i due paesi: l'82% della superficie totale dei Rodopi si trova in Bulgaria, mentre il 18% è in Grecia.
Il parco ospita una delle regioni più ecologicamente significative della Grecia, dal momento che sono presenti tutte le zone di vegetazione presenti in Europa, dalla zona eumediterranea delle latifoglie sempreverdi alla zona delle conifere resistenti al freddo (abete rosso, pino silvestre e betulla). Inoltre, una delle caratteristiche principali del parco nazionale sono le numerose foreste rigogliose, ognuna delle quali ha caratteristiche ecologiche uniche, come la vecchia foresta di crescita di Frakto, l'unica foresta di betulle della Grecia, il monumento naturale conservato di Thichla-Chaidou e il bosco di abete rosso di Elatia.
Una delle caratteristiche principali della regione è l'ampio paesaggio montano con elevate altitudini, pendenze rigide, esposizioni variabili e zone subalpine: per effetto di ciò questo terreno presenta un complesso sistema idrografico dominato dal fiume Nestos con i suoi due laghi artificiali (lago di Thisavros e lago di Platanovrysi). La fitta rete idrografica ha favorito la costruzione da parte della popolazione residente di molte strutture in pietra, utilizzate sia per il collegamento dei villaggi sia al fine di usare la forza dell'acqua per le esigenze quotidiane: all'interno del parco nazionale si possono così trovare molti tipici ponti ad arco in pietra e tradizionali mulini in pietra, alcuni di essi tuttora funzionanti.

Panorama del fiume Kompsatos e del ponte ad arco di Polyanthos (XVII-XVIII secolo)

## Biodiversità
All'interno del parco nazionale dei Monti Rodopi si possono osservare diversi ecosistemi tipici della penisola balcanica, che ospitano quasi il 60% delle specie vegetali europee. Questa notevole biodiversità deriva principalmente dalla sua posizione geografica, dalla composizione geologica dei terreni e anche dal fatto che la zona non fu coperta dal ghiaccio durante l'ultima glaciazione, consentendo a molte specie provenienti dall'Europa centrale e settentrionale di trovare un habitat ideale. Il parco nazionale presenta le foreste più produttive della Grecia e uno degli ecosistemi naturali meno degradati d'Europa, che permettono la presenza di molti animali come orso bruno, camoscio balcanico (Rupicapra rupicapra balcanica), gallo cedrone, francolino di monte e altri.